# Franz Josef Brüseke

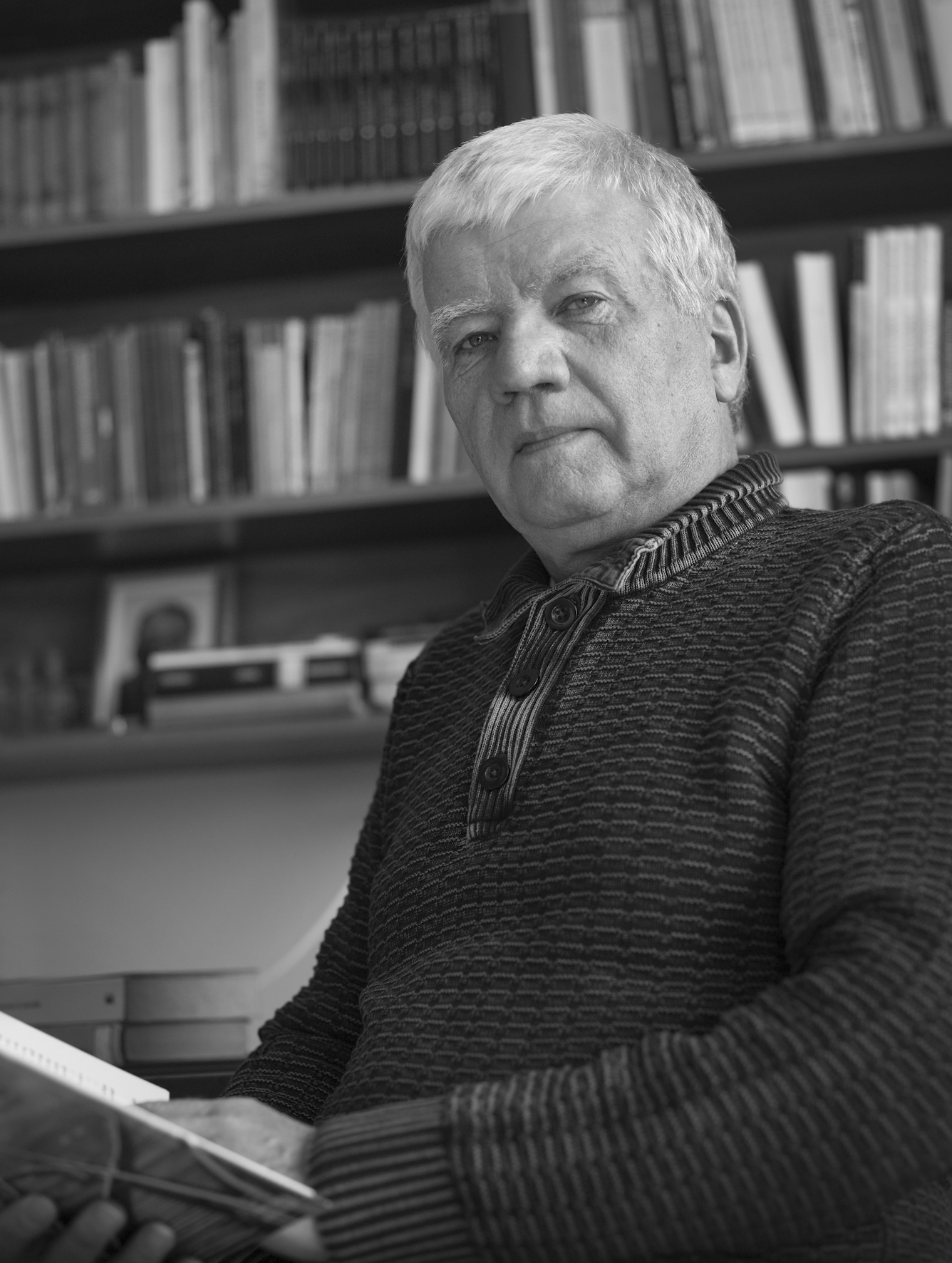
Franz Josef Brüseke

Franz Josef Brüseke (* 18. Januar 1954 in Hamm) ist ein in Brasilien lebender deutscher Soziologe und Schriftsteller.

## Werdegang
Franz Josef Brüseke besuchte von 1960 bis 1964 die Volksschule in Hamm und von 1965 bis 1972 das dortige Freiherr-vom-Stein-Gymnasium Hamm für Jungen. Ab 1972 studierte er an der Westfälischen Wilhelms-Universität Münster Germanistik, Philosophie, Pädagogik und Soziologie; Studien die er im Jahre 1977 im Hauptfach Soziologie abschloss. Nach dem Zivildienst in der Katholischen Hochschulgemeinde der PH Münster promovierte er 1982 in Soziologie bei Arno Klönne.
Brüseke war in den siebziger Jahren in Münster am Versuch des Aufbaus einer Alternativpresse (Knipperdolling) beteiligt, dessen hauptamtlicher Redakteur er zeitweise war.

## Berufliche Tätigkeiten
Von 1982 bis 1987 war Brüseke Fachbereichsleiter an der Volkshochschule Hamm. Von 1987 bis 1991 wurde er als Integrierte Fachkraft der Deutschen Gesellschaft für Technische Zusammenarbeit GTZ/CIM nach Brasilien entsandt und arbeitete dort am Núcleo de Altos Estudos Amazônicos (NAEA/UFPa) am Aufbau eines Postgraduierten-Studiengangs über nachhaltige Entwicklung mit. Ende 1987 begann Brüseke eine Laufbahn als ordentlicher Professor für Soziologie an der Universidade Federal do Pará (UFPa). Nach erfolgreichem Beginn des Doktorstudiengangs in „Nachhaltiger Entwicklung der Feuchttropen“, heute PPGDSTU, dessen erster Direktor Brüseke war, wechselte er 1998 an die Universidade Federal de Santa Catarina (UFSC) und 2006 an die Universidade Federal de Sergipe (UFS), wo er jeweils am Aufbau von Postgraduierten-Studiengängen auf dem Gebiet der Soziologie mitwirkte.

## Forschung
Brüseke beteiligte sich in Brasilien an den Diskussionen über alternative und nachhaltige Entwicklung, was sich in mehreren Publikationen in deutscher und vornehmlich portugiesischer Sprache niederschlug. Insbesondere versuchte Brüseke die häufigen Fehlschläge traditioneller Industrialisierung in Amazonien und Brasilien im Licht neuerer Ansätze (Theorien der Kontingenz, Theorien des deterministischen Chaos, Soziologie der Technik) zu reflektieren. Für seine Forschungen wurde Brüseke von CIM/GTZ (Centrum für Internationale Migration/Gesellschaft für Technische Zusammenarbeit, Deutschland),  CNPQ (Conselho Nacional de Desenvolvimento Científico e Tecnológico, Brasilien), CAPES (Brasilien) und IDRC  (International Development and Research Center, Kanada) gefördert. Eine breit angelegte Studie über die Auswirkungen des Goldbergbaus in Amazonien, unter Mitwirkung von Armin Mathis und Daniel Chaves de Brito, wurde unter seiner Leitung und finanzieller Unterstützung von UFPa/NAEA und IDRC in den Jahren 1994–1997 durchgeführt. Forschungssemester verbrachte Brüseke 1991 an der FU Berlin bei Elmar Altvater, 2003 am NAEA/UFPa (bei  Luiz Aragon Vaca) und 2012 an der TU Berlin bei Werner Rammert. Die widersprüchlichen Erfahrungen Brasiliens mit Industrialisierung und Entwicklung verarbeitete Brüseke in einer Theorie der technischen Moderne, in der er die europäische politische und kulturelle Moderne von der technologischen oder technischen Moderne trennt. Die letzte, so Brüsekes These, sei globalisierbar, die politische und kulturelle Moderne hingegen nicht. Von der Technikphilosophie Heideggers ausgehend entwickelt er den Begriff eines technischen Dispositivs, das der weltweiten Durchsetzung dieser "technischen Moderne" zugrunde liegen soll.

## Belletristik
In seinen Romanen, zumeist mit historischem Hintergrund, wechselt Brüseke häufig zwischen europäischen und lateinamerikanischen Schauplätzen. Hier verarbeitet er in literarischer Form seine Erfahrungen als deutscher Migrant und Intellektueller. Neben den historischen und politischen Aspekten spiegeln die Protagonisten seiner Romane eine existenzialistisch anmutende Welterfahrung, die zwischen euphorischer Lebensbejahung und allgemeiner Unheilserwartung schwankt. Bezüge auf eine philosophisch verstandene Mystik sind nicht selten. Zuletzt erschien der Roman "Zeus und Goldenberg", die Geschichte einer ungewöhnlichen Freundschaft zwischen einem jungen Kommunisten und dem Juden Goldenberg, beim Dittrich Verlag.

## Publikationen

### Wissenschaftliche Monographien
- mit Hans-Martin Große-Oetringhaus: Blätter von unten. Alternativzeitungen in der Bundesrepublik. Offenbach 1981, ISBN 978-3-88534-305-9.
- Ordnung und Chaos im Prozess der der Industrialisierung. Skizzen zu einer Theorie globaler Entwicklung. Lit-Verlag. Münster 1991, ISBN 3-89473-205-9.
- A Lógica da Decadência. Vorwort von Octavio Janni, Belém 1996, ISBN 85-338-0330-3.
- mit Armin Mathis und Daniel Chaves de Brito: Riqueza Volátil. Belém 1997, ISBN 85 3380368 0.
- A Técnica e os Riscos da Modernidade. Florianópolis 2001, ISBN 85-328-0206-0.
- mit Carlos Eduardo Sell: Mística e Sociedade. São Paulo 2006, ISBN 85-7696-013-3.
- A Modernidade Técnica. Florianópolis 2010, ISBN 978 85 7474 488 9.

### Romane
- Hans Noll in Amazonien. Roman, Norderstedt 2019, ISBN 978 3 7460 9462 5.
- Gringo - Eine globale Geschichte. Roman, Norderstedt 2019, ISBN 978-3-7494-5539-3.
- Wassermann. Roman, Norderstedt 2020, ISBN 978-3-7519-0207-6.
- Zeus und Goldenberg. Roman, Weilerswist-Metternich 2021, ISBN 978 3 947373 57 4.